# Eustacjusz z Sebasty
Eustacjusz z Sebasty (ur. ok. 300, zm. ok. 377) – biskup Sebasty wyświęcony około 356 roku, syn Eulaliusza, biskupa Sebasty; organizator monastycyzmu w Kapadocji. Potępiony za błędne pojmowanie relacji Chrystusa i Ducha Świętego (równość), z czego zrodziła się sekta duchoburców, prześladowany przez zwolenników Ariusza. Ceniony i podziwiany przez Bazylego Wielkiego.